# Sunde/Valen
Sunde/Valen är en tätort i Kvinnherads kommun i Vestland fylke i västra Norge. Orten ligger där fylkesväg 500 möter fylkesväg 548, på östra sidan av Hardangerfjorden. Den omfattar bebyggelse i de båda sammanväxta orterna Sunde och Valen.